# Piotr Durnovó
Piotr Nikolàievitx Durnovó (Пётр Николáевич Дурновó) (Moscou, 1845 - Sant Petersburg, 24 de setembre de 1915) va ser un advocat de la Rússia imperial i polític.
Durnovó va néixer a Moscou el 1845. Es va llicenciar a l'Escola Naval Imperial i l'Acadèmia Naval de Dret. Va entrar al Ministeri de Justícia fins a arribar al càrrec de Procurador Assistent de la Cort d'apel·lacions de Kíev, i va ser transferit al Ministeri de l'Interior el 1881. Va ser nomenat Director de Policia el 1884 i va romandre en aquest càrrec fins al 1893, quan va ser forçat a dimitir a causa d'un desacord amb l'Ambaixador espanyol a Rússia, que va estar implicat en un abús de poder de la policia. Va ser nomenat per al Govern del Senat de l'Imperi rus el 1893. El 1900, va ser nomenat adjunt al Ministre de l'Interior en el servei de Correus i Telègrafs a instàncies de Dmitri Sipiaguin. Va estar en aquest càrrec fins al 1905, quan Nicolau II el va nomenar Ministre de l'Interior per recomanació de Serguei Witte. Des de la possessió del seu càrrec al ministeri de l'Interior, Piotr Durnovó va prendre mesures draconianes. Seguint les seves ordres, l'exèrcit va ser desplegat a Polònia per mantenir l'ordre. Va dirigir violentes repressions en contra dels mujiks de l'Àsia central i oriental. A la regió del Caucas, la policia va fer fortes repressions. També seguint les seves ordres, el general Orlov va anar a Estònia i a Letònia on va restablir l'ordre per la revolta dels pagesos contra la noblesa bàltica. Els obrers del ferrocarril es van mobilitzar per tal d'aturar el trànsit del Transsiberià i impedir la tornada de les tropes procedent de Manxúria. Una severa repressió contra aquests ferroviaris va ser dirigida pel general Rennenkampf i el general Möller-Zakomelski. En tot l'Imperi de Rússia s'arresta a pagesos, obrers o desertors. La repressió ordenada per Piotr Durnovó va ser terrible; van tenir lloc nombroses execucions, això com càstigs (cops de fuet). Aquestes repressions van provocar la insurrecció de Moscou del 15 de desembre de 1905 que va fer divuit mil morts i més de trenta mil ferits (entre soldats de regiments imperials i obrers). Piotr Stolipin el va succeir el 1906 al ministeri de l'Interior després de la dimissió de Witte de la Presidència del Consell de Ministres.
Durnovó va destacar per la seva oposició a les bones relacions amb el Regne Unit i a favor d'estretir les relacions amb Alemanya. Creia que els interessos alemanys i els russos eren complementaris, mentre que una guerra entre els dos imperis només podria ocasionar la destrucció de totes dues monarquies. El 1914 va explicar els seus punts de vista a Nicolau II, la majoria dels quals es van fer realitat immediatament després de la Primera Guerra Mundial.
Va ser l'últim Ministre de l'Interior de l'Imperi rus que va morir de causes naturals. Els seus sis successors van ser assassinats durant el Terror Roig.